# Sint-Sebastianuskerk (Ilpendam)
De Sint-Sebastianuskerk is een rooms-katholieke kerk aan de Dorpsstraat 58 in Ilpendam.
De kerk werd in 1870 gebouwd. Architect Theo Asseler ontwierp een zaalkerk in neoromaanse stijl. Boven de hoofdingang staat een lage toren.
In de kerk bevindt zich een orgel dat rond 1920 is gebouwd door de firma Vermeulen. 
De kerk wordt tot op heden gebruikt door de parochie "Sint-Sebastianus".